# Osbornellus spiniloba
Osbornellus spiniloba är en insektsart som beskrevs av Rauno E. Linnavuori och Heller 1961. Osbornellus spiniloba ingår i släktet Osbornellus och familjen dvärgstritar. Inga underarter finns listade i Catalogue of Life.